# Cyornis caerulatus
Papa-moscas-de-bico-comprido ou papa-moscas-azul-da-sunda (Cyornis caerulatus) é uma espécie de ave da família Muscicapidae.
Pode ser encontrada nos seguintes países: Brunei, Indonésia e Malásia.
Os seus habitats naturais são: florestas subtropicais ou tropicais húmidas de baixa altitude.
Está ameaçada por perda de habitat.